# NGC 5879
NGC 5879 es una galaxia espiral en la constelación de Draco. La galaxia fue descubierta el 5 de mayo de 1788 por William Herschel. Es miembro del grupo NGC 5866.